# سد المصري
سد المصري هو سد في تونس تم تشييده سنة 1968. تبلغ مساحة حوضه 40+13 كم مربع. ويقدر على تخزين 5,780 مليمتر مكعب. أما معدل المساهمة السنوية فيبلغ 2,347 مليمتر مكعب. ويقع في عين طبرنق 9 كلم من معتمدية قرمبالية و 36 من تونس العاصمة

## المصدر
- السدود التونسية نسخة محفوظة 28 سبتمبر 2007 على موقع واي باك مشين.